# Ширганацький сільський округ
Ширгана́цький сільський округ (каз. Шырғанақ ауылдық округі, рос. Ширганакский сельский округ) — адміністративна одиниця у складі Кегенського району Алматинської області Казахстану. Адміністративний центр — село Ширганак.
Населення — 2067 осіб (2021; 3131 у 2009, 2913 у 1999, 3488 у 1989).
Станом на 1989 рік існувала Ширганацька сільська рада (села Каркара, Кенсу, Кіши-Ширганак, Кокпіяз, Талди, Ширганак).

## Склад
До складу округу входять такі населені пункти:
| Населений пункт | Населення, осіб (1989) | Населення, осіб (1999) | Населення, осіб (2009) | Населення, осіб (2021) |
| --------------- | ---------------------- | ---------------------- | ---------------------- | ---------------------- |
| Каркара, село   | 620                    | 417                    | 446                    | 237                    |
| Кенсу, село     | 186                    | 146                    | 173                    | 127                    |
| Кизилжар, село  | 103                    | 55                     | 46                     | 50                     |
| Кокпіяз, село   | 718                    | 499                    | 504                    | 379                    |
| Талди, село     | 486                    | 428                    | 467                    | 333                    |
| Ширганак, село  | 1375                   | 1368                   | 1495                   | 941                    |